# イアンガー・アーヴィング・カウス
イアンガー・アーヴィング・カウス（Eanger Irving Couse、1866年9月3日 - 1936年4月26日）は、アメリカ合衆国の画家である。20世紀初めに多くの芸術家が集まった、合衆国南西部、ニューメキシコ州、タオスの芸術家コミューンの一員となり、ネイティブ・アメリカンの生活や風景を描いた。

## 略歴
ミシガン州サギノーの農家に生まれた。シカゴ美術館美術学校（Art Institute of Chicago）やニューヨークのナショナル・アカデミー・オブ・デザインで学び、その後フランスに渡り、パリ国立高等美術学校やアカデミー・ジュリアンでウィリアム・アドルフ・ブーグローに学んだ。フランスには10年間滞在し、1893年から1896年の間は多くの画家たちが集まって活動したフランス、パ＝ド＝カレー県のエタプル(Étaples)で活動し、街並みや漁師たちの暮らし海岸の風景などを描いた。
アメリカに帰国した後はニューヨークで活動し、夏はニューメキシコ州、タオスで過ごすようになった。20世紀に入る頃、アメリカ南西部、特にニューメキシコには消滅しようとしていた古い西部の情景などのアメリカ的なものを求めて多くの画家や作家たちが集まるようになっていた。カウスはネイティブ・アメリカンのプエブロ族の生活を描くようになり、1891年に最初の個展を開いた。代表的な作品にはタオス・プエブロ族の若者Elk-Footの肖像画があり、この作品はスミソニアン・アメリカンアート・ミュージアムに収蔵されている。
1911年にナショナル・アカデミー・オブ・デザインの会員に選ばれ、1915年に、ジョセフ・ヘンリー・シャープ（Joseph Henry Sharp: 1859–1953)らとともにカウスはタオス芸術家協会（Taos Society of Artists）の6人の創設メンバーの一人となり、会長に選ばれた。
ナショナル・アカデミー・オブ・デザインの展覧会などアメリカ各地の展覧会や1915年のサンフランシスコ万国博覧会や1928年アムステルダムオリンピックの芸術競技や1932年ロサンゼルスオリンピックの芸術競技などの国際的な展覧会に出展し、いくつかの賞も受賞した。
1836年にニューメキシコ州のアルバカーキで69歳で亡くなった。

## 作品

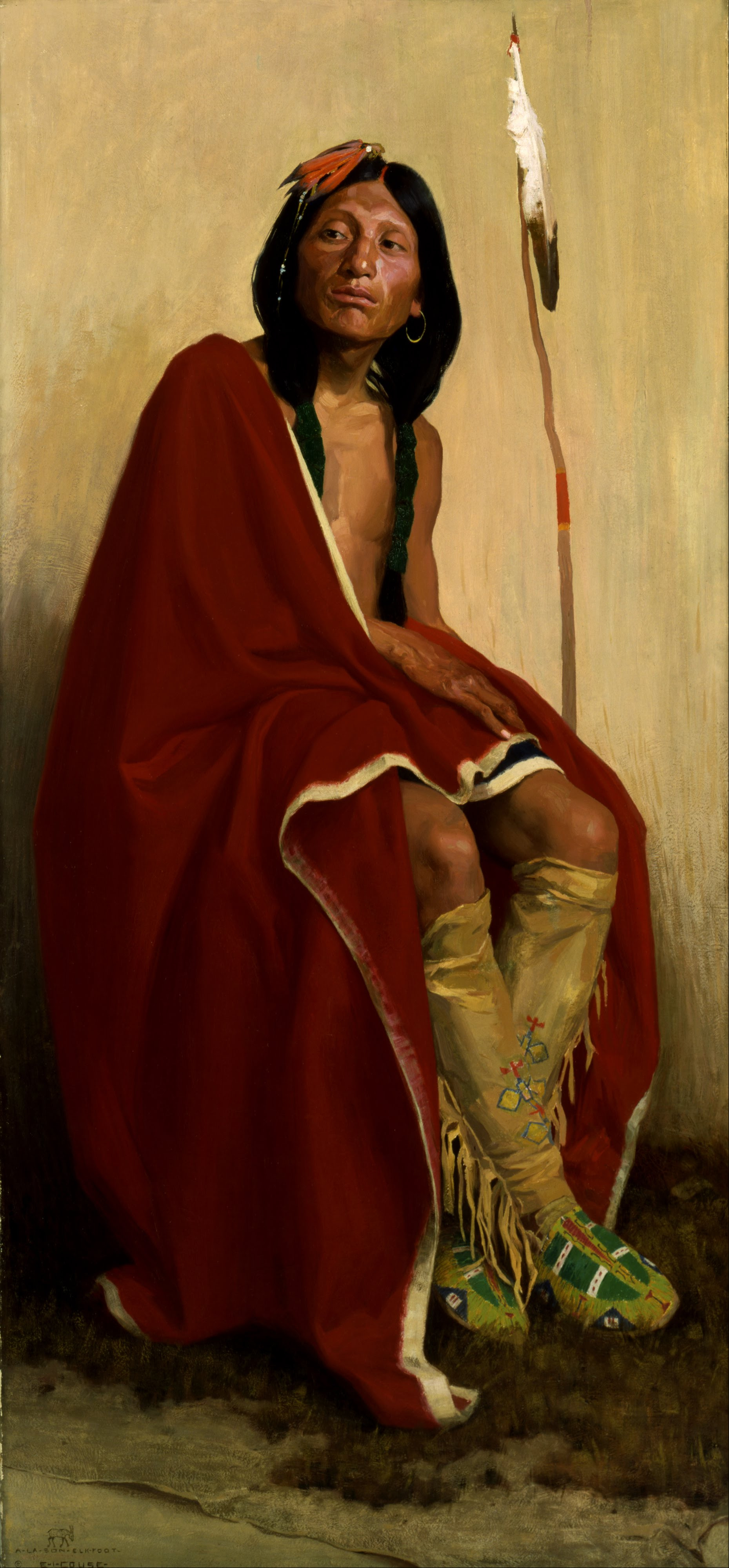
タオス族のエルク・フット (1909) スミソニアン・アメリカンアート・ミュージアム
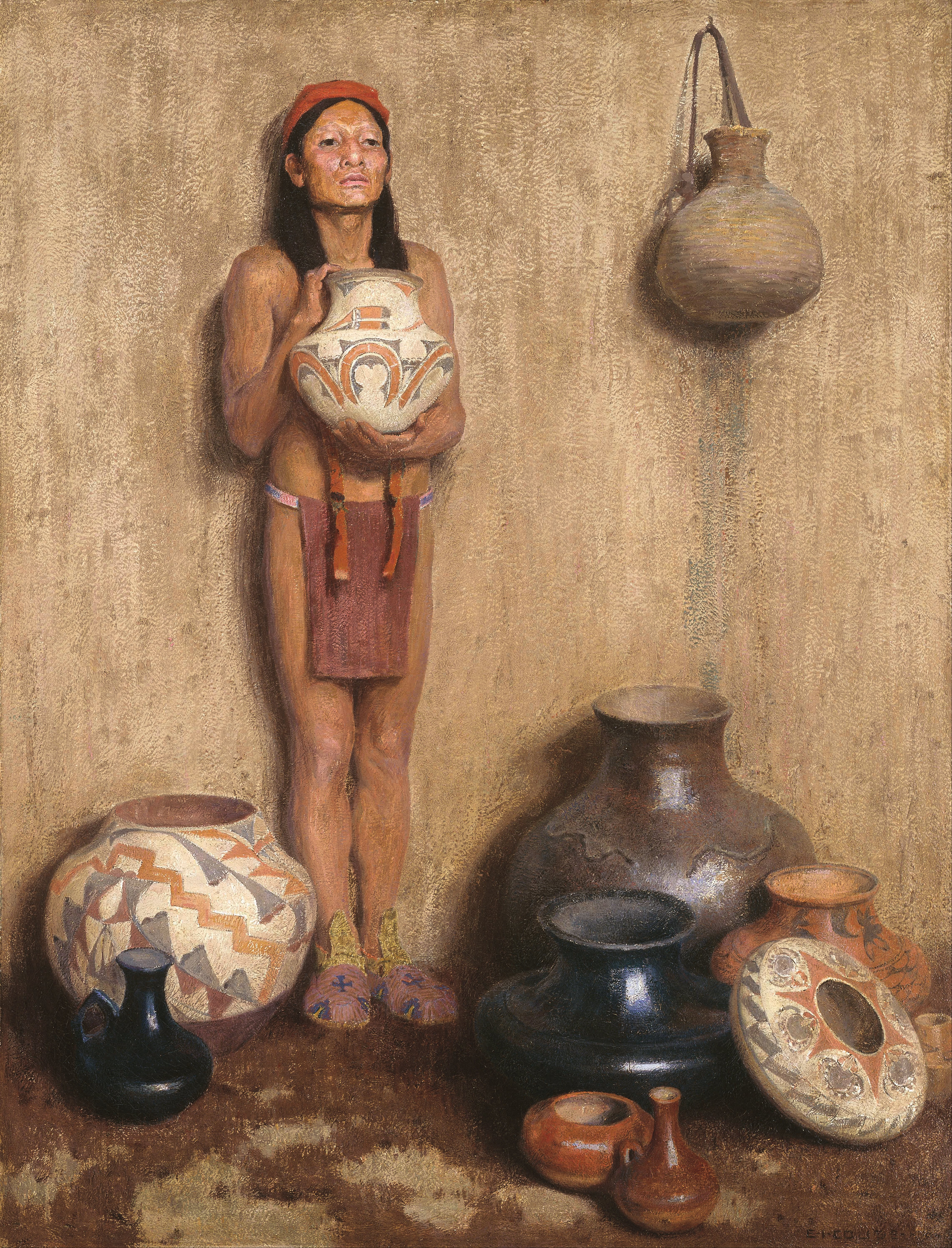
陶器の売り子　(1916) フィルブルック美術館
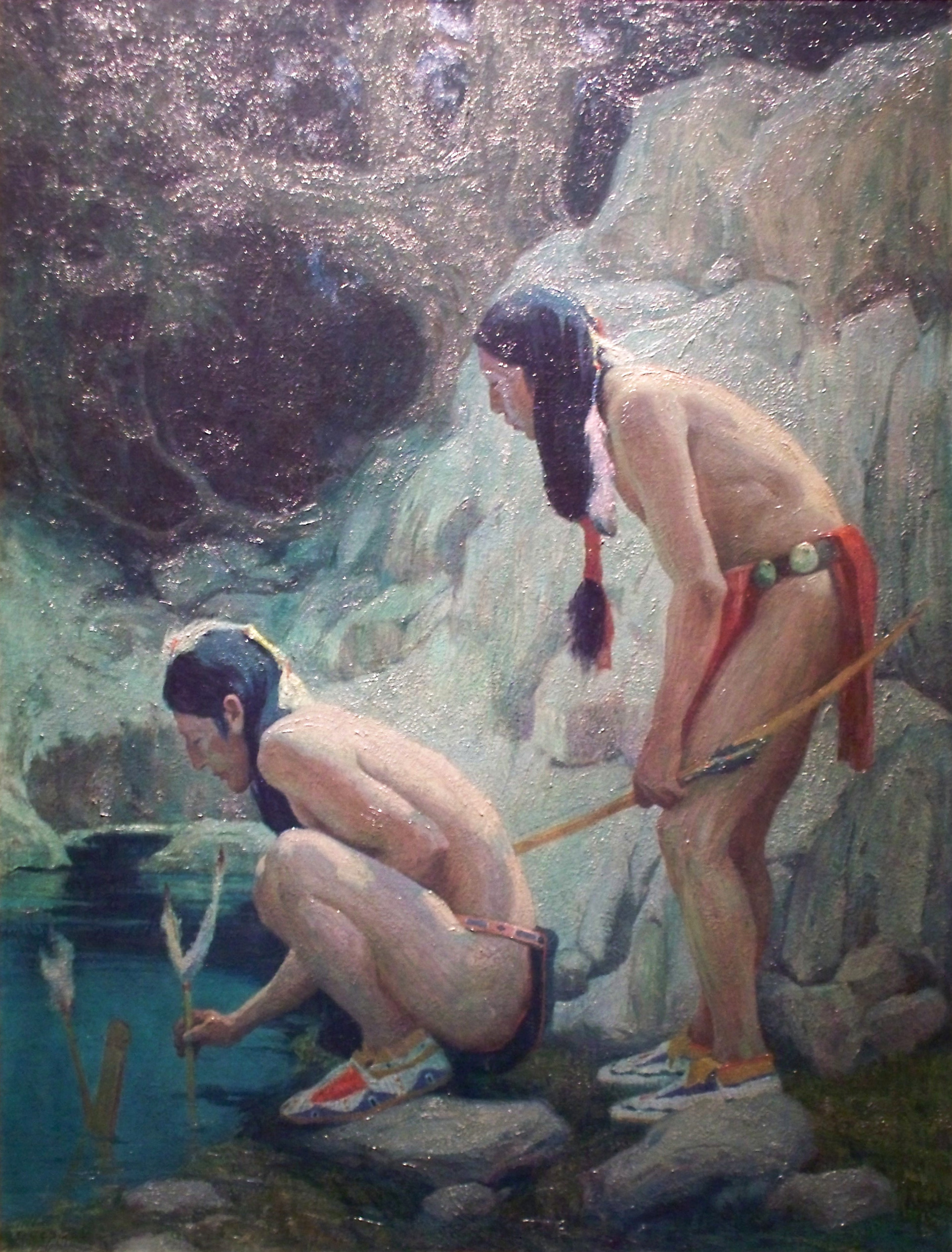
聖水
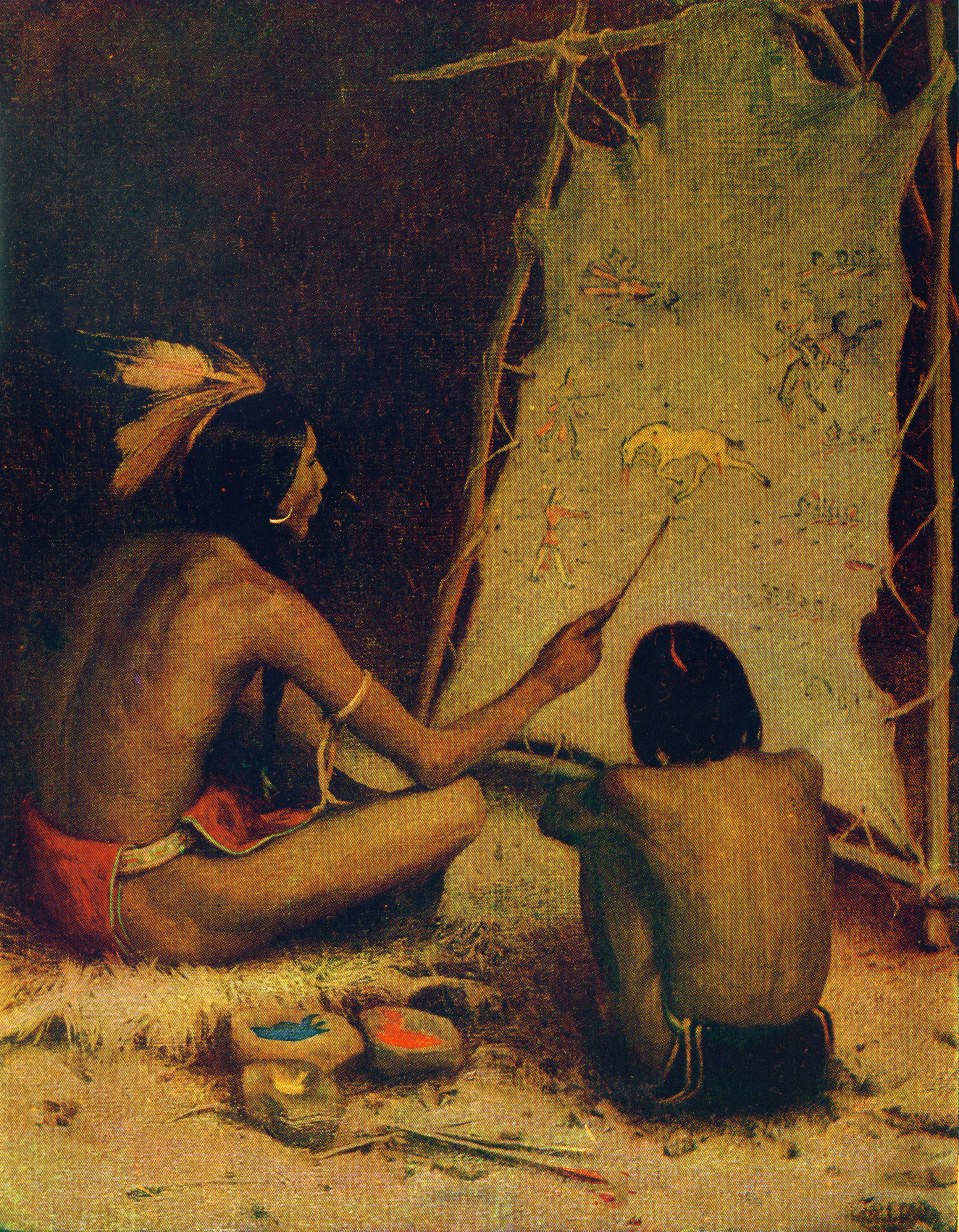
歴史教師 (1902) 書籍挿絵

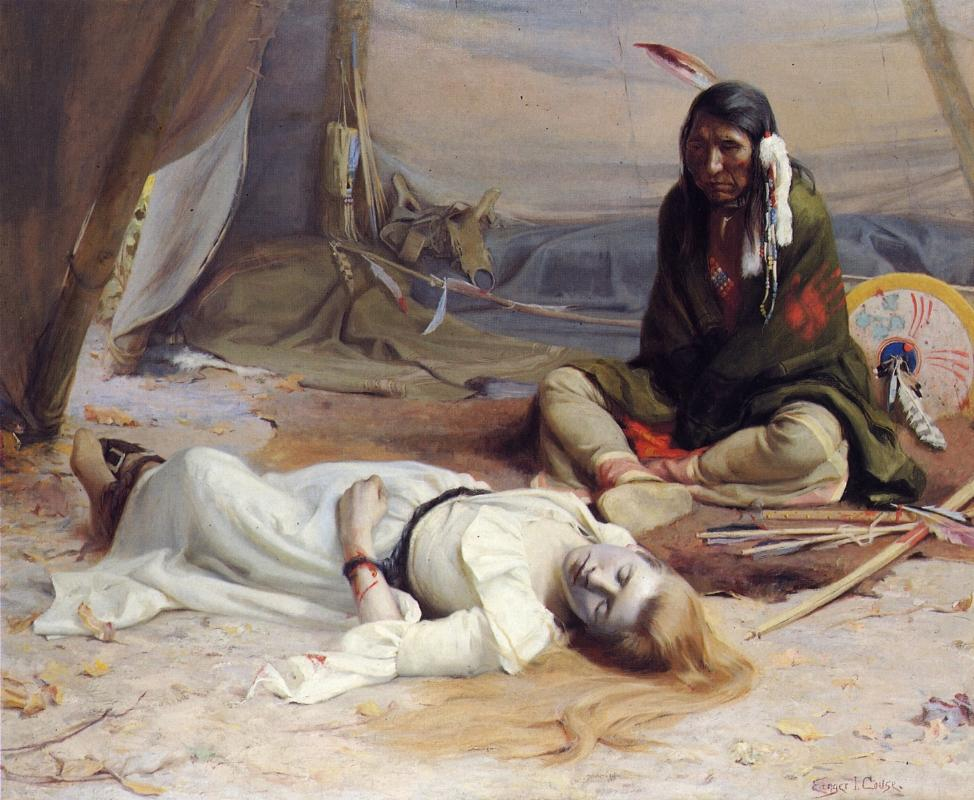
攫われた女性 (1891) デンバー美術館
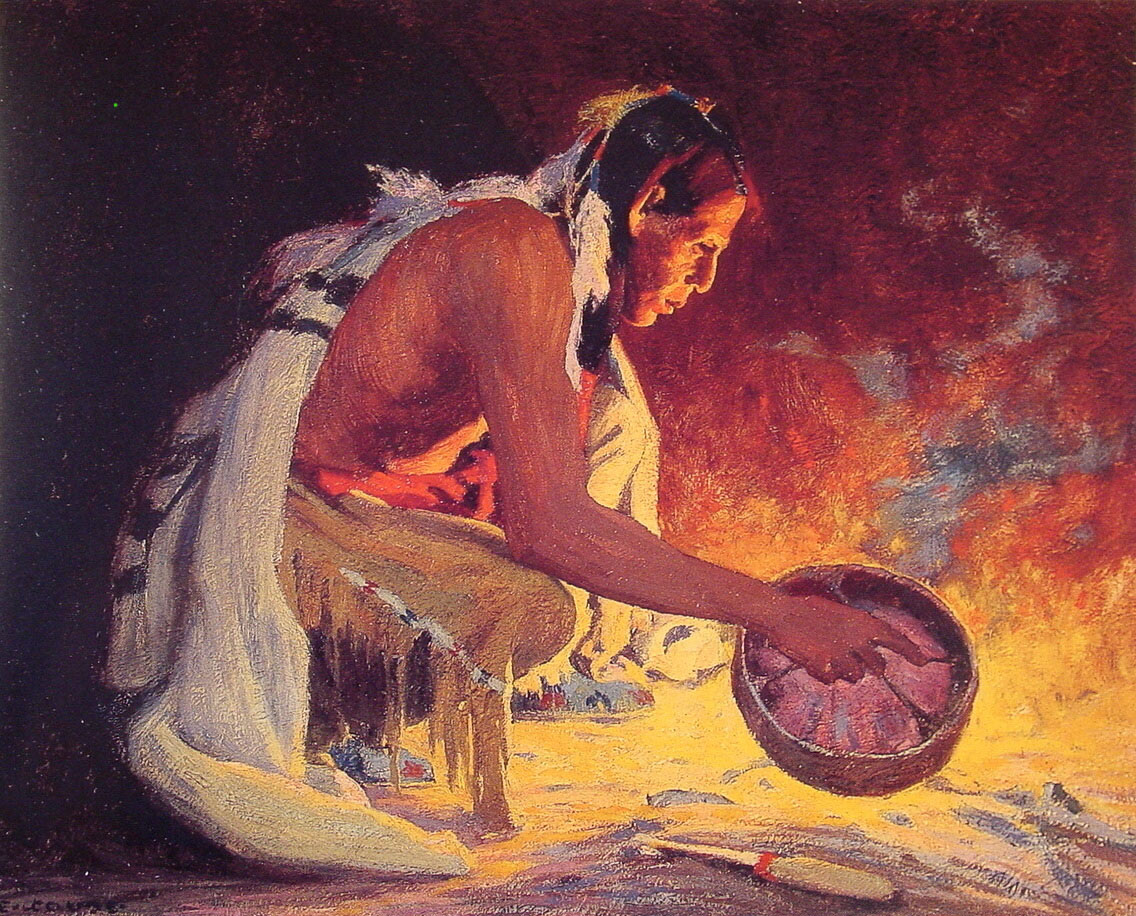
焚火に照らされたネイティブ・アメリカン (c.1918)、個人蔵
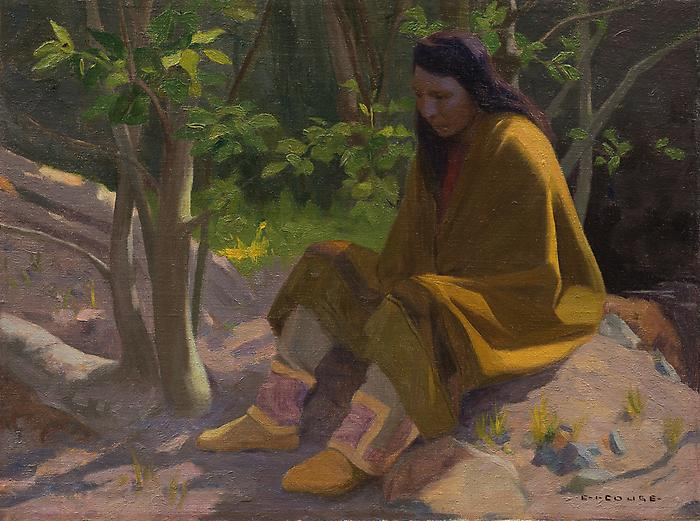
黄色いローブ The Owings Gallery（Santa Fe）